# Голямо-Враново
Голя́мо-Вра́ново (болг. Голямо Враново) — село в Русенській області Болгарії. Входить до складу общини Сливо-Поле.

## Населення
За даними перепису населення 2011 року у селі проживали 1472 особи.
Національний склад населення села:
| Національність   | Кількість осіб | Відсоток |
| ---------------- | -------------- | -------- |
| турки            | 583            | 53,0%    |
| болгари          | 329            | 29,9%    |
| цигани           | 63             | 5,7%     |
| інша             | 109            | 9,9%     |
| не визначились   | 16             | 1,5%     |
| Всього відповіли | 1100           |          |

Розподіл населення за віком у 2011 році:
Динаміка населення: